# Carlos Giudice
Carlos Giudice Ghido (Peñablanca, 3 de junio de 1906-Santiago, 12 de octubre de 1979) fue un futbolista chileno que jugaba de interior izquierdo o centro delantero. Nació en Peñablanca, localidad ubicada en la comuna de Villa Alemana, en la Región de Valparaíso. Es un histórico jugador de Audax Italiano, siendo uno de sus mayores referentes. En 1934 logró el título de goleador de la Primera División de Chile.

## Trayectoria
Comenzó jugando en el equipo de su pueblo, el Peñablanca FC, a los 14 años. Sus buenas actuaciones lo convirtieron en un constante refuerzo de Santiago Wanderers y Sportiva Italiana en sus compromisos internacionales. Incluso logró marcarle un gol a Peñarol y Santiago Wanderers ganó por la cuenta mínima. Este hecho significó que el equipo "Caturro" intente ficharlo de manera oficial, sin embargo decide regresar a Peñablanca, aceptando una oferta tiempo más tarde de Audax Italiano.
En 1930 ficha por Peñarol de Montevideo, siendo uno de los primeros chilenos en jugar en el extranjero. Estuvo solamente una temporada en el club aurinegro, pero en 17 partidos marcó 14 goles, jugando una gran parte de esos partidos como centro delantero. Al término de la temporada retornó a Audax Italiano obteniendo muy buenas actuaciones. 
En 1934 fue goleador del Torneo Nacional con 19 tantos. Dos años después fue campeón con Audax Italiano. Se caracterizaba por ser un hombre bohemio, sin embargo lo anterior no afectó su gran capacidad goleadora.

## Selección nacional
Fue internacional con la selección chilena en el Campeonato Sudamericano 1935 en Perú en dicho torneo fue el capitán de Chile y le marcó un gol a Uruguay. 
Su estadística en la selección fue de tres partidos y 1 gol.

### Participaciones en el Campeonato Sudamericano
| Torneo                       | Sede | Resultado    | Partidos | Goles |
| ---------------------------- | ---- | ------------ | -------- | ----- |
| Campeonato Sudamericano 1935 | Perú | Cuarto lugar | 3        | 1     |

## Palmarés

### Títulos nacionales
| Título                    | Club           | País    | Año  |
| ------------------------- | -------------- | ------- | ---- |
| Campeonato Uruguayo       | Peñarol        | Uruguay | 1929 |
| Primera División de Chile | Audax Italiano | Chile   | 1936 |

### Distinciones individuales
| Distinción                               | Año  |
| ---------------------------------------- | ---- |
| Goleador de la Primera División de Chile | 1934 |

## Nota
1. ↑   El campeonato uruguayo de 1929 se celebró en su mayoría durante el año 1930 por diversas interrupciones. Efectivamente ese año, Giudice integró el plantel durante unos meses. Finalmente Peñarol se coronó campeón de 1929 en noviembre de 1930